# Schloss Wildshut

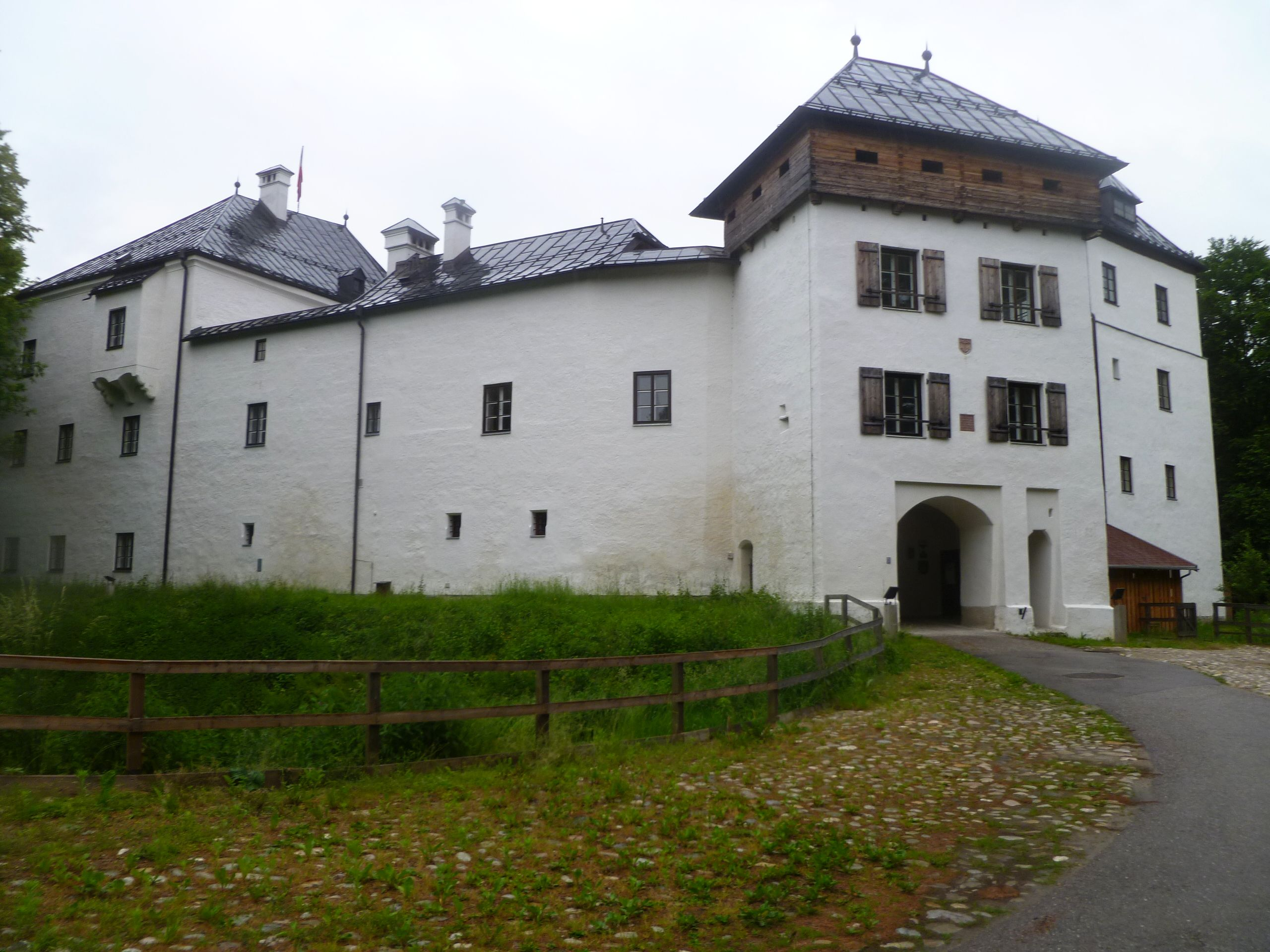
Schloss Wildshut

Schloss Wildshut ist ein Schloss in der Ortschaft Wildshut in der oberösterreichischen Gemeinde St. Pantaleon. Das aus dem Mittelalter stammende Gebäude war zuletzt bis 2002 Sitz eines Bezirksgerichts und ist heute im Privatbesitz.

## Geschichte

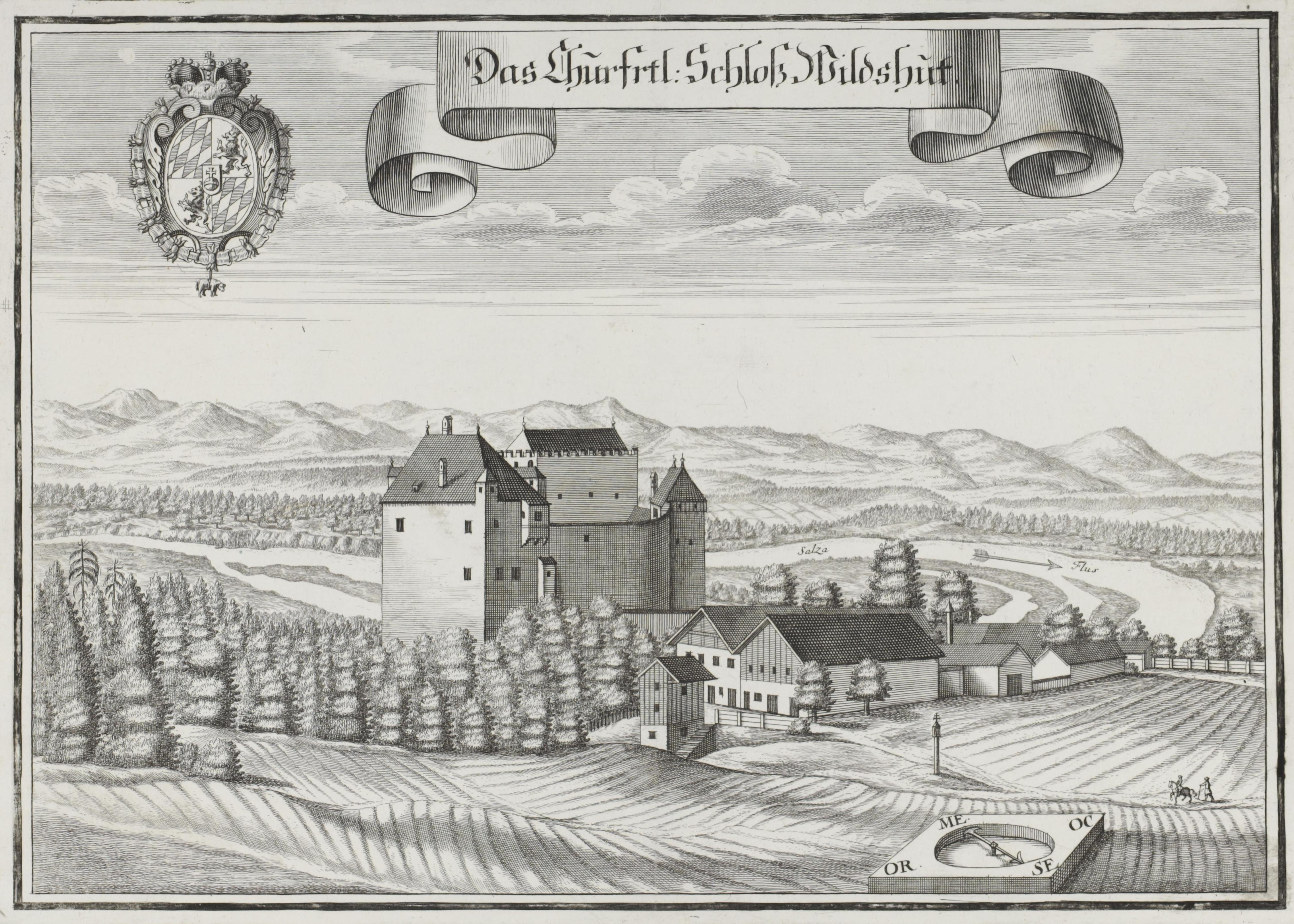
Das kurfürstliche Schloss Wildshut, Kupferstich von Michael Wening, vor 1718

Die Chronik von Wildshut reicht bis auf das Jahr 930 zurück. Eine damals bestehende Burg wurde 1115 gemeinsam mit dem Schlossherrn Albert de Hutte als castrum Hutte erstmals urkundlich genannt. Bei der ersten urkundlichen Nennung der Herren von Wylczhut im Jahr 1387 existierte am heutigen Standort bereits eine Burg, die als Jagdhaus der bayrischen Herzöge diente und an der Grenze des Herzogtums Bayern zum Erzbistum Salzburg lag. 1402 wurde sie Sitz des Landgerichts im Weilhart, das Landgericht wurde der Familie der Nußdorfer als Lehen übertragen. Um das Jahr 1500 wurde die Burg wieder von den bayrischen Herzögen übernommen, die mehrere Umbauten in Auftrag gaben. Die Verwaltung erfolgte durch Pfleger. Als Erster wurde zwischen 1500 und 1521 Hans Offenheimer genannt, dann folgte bis 1548 ein David Aigl. Im 17. Jahrhundert waren die Wohnverhältnisse so schlecht, dass die Pfleger die Pflegschaft von ihren eigenen Schlössern aus durchführen durften. Als erster österreichischer Pfleger wird 1729 Wilhelm Krausmann genannt. Der Besitzer war damals Hans Pokorny, Richter und deutscher Novellist.
Nach der Übergabe des Innviertels an Österreich 1779 wurde im Schloss ein eigenständiges Kreisgericht Wildshut untergebracht. Von 1810 bis 1816 war es dem salzburgischen Landgericht Laufen unterstellt und wurde danach wieder selbständig. Als das Bezirksgericht Wildshut 2002 geschlossen wurde, veräußerte die Republik das Gebäude an Georg Florens Traugott.

## Beschreibung
Trotz des hohen Alters ist die alte Bausubstanz an der Außenseite noch fast stilrein erhalten. Die Anlage steht auf einer Uferterrasse mit einem Steilabfall zur Salzach und erhielt dadurch und durch eine Ringmauer, die vermutlich bereits zur Zeit der ersten urkundlichen Erwähnung bestand, ausreichend Schutz. Das heutige Erscheinungsbild einer wehrhaften Burg ist im Wesentlichen im 16. Jahrhundert entstanden. Eine Kapelle wurde an die Wehrmauer angebaut. Die beiden Bauphasen sind im Schlossinneren noch erkennbar. Das Altarbild „Maria Hilf“ stammt aus der Mitte des 19. Jahrhunderts. Im Burghof befindet sich ein 150 m tiefer ausgemauerter Ziehbrunnen.
Da das Schloss jahrelang als Bezirksgericht verwendet und einige Male restauriert und renoviert wurde, ist von der ursprünglichen Inneneinrichtung wenig erhalten. Ein Kachelofen aus dem Jahr 1683, der lange Zeit im Oberösterreichischen Landesmuseum nach Linz verbracht war, kann heute wieder in dem Konzertsaal des Schlosses besichtigt werden.
Nach der Auflösung des Bezirksgerichts Wildshut 2002 wurde das Schloss an Georg Florens Traugott verkauft, der es umfassend renovieren ließ. Beispielsweise konnten die Böden im ersten Geschoß mit Muschelkalkplatten ausgestattet werden, die früher im Bahnhof Linz verwendet worden waren. Eine Sonnenuhr im Innenhof zeigt die Jahreszahlen von wichtigen Schlossrenovierungen. Der Ziehbrunnen im Schlosshof wurde wieder funktionsfähig gemacht und weitere Kunstgegenstände konnten aufgestellt werden. Heute dient das Schloss zu Wohnzwecken und als Veranstaltungsort.

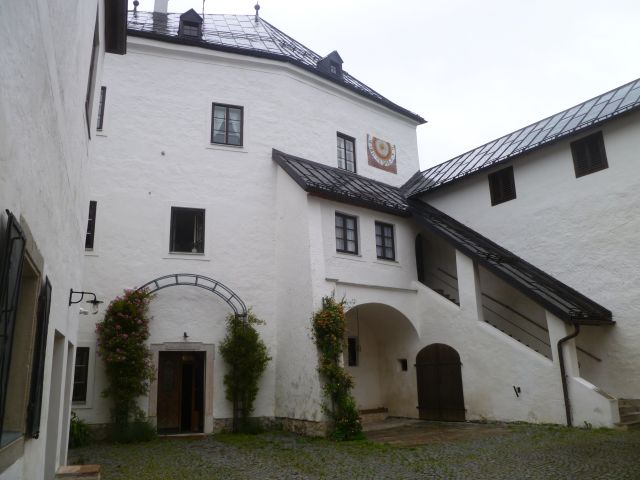
Innenhof
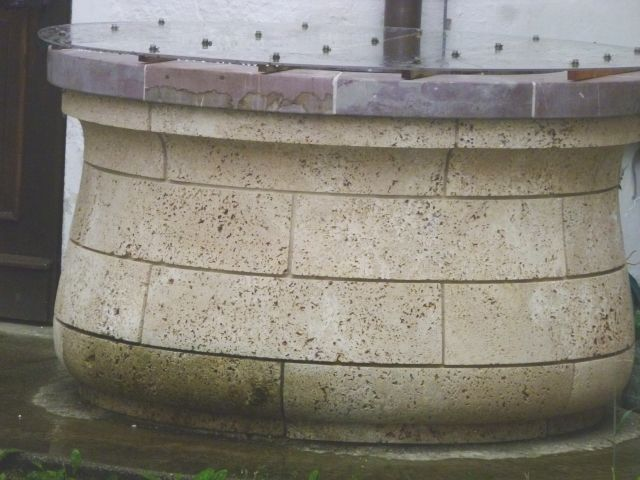
Brunnen im Innenhof
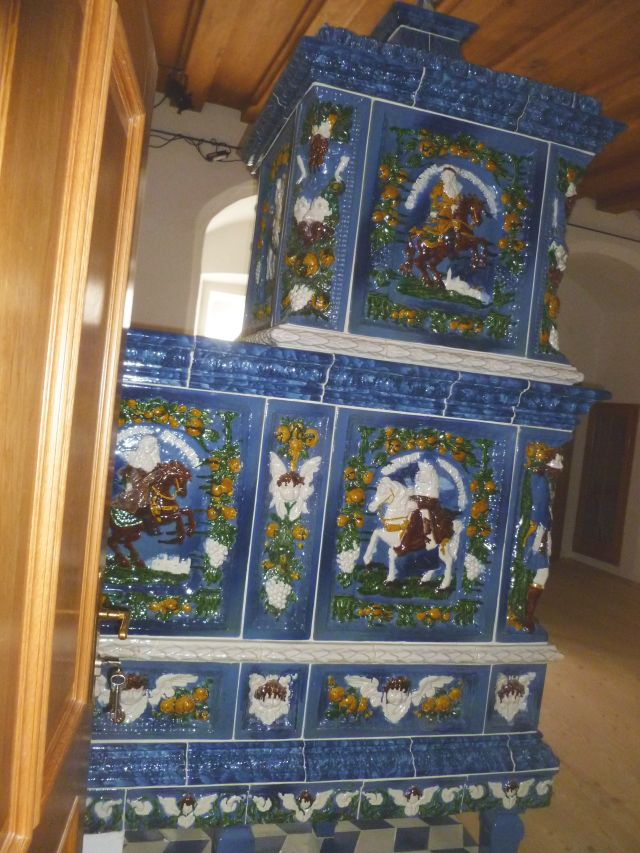
Kachelofen im Konzertsaal
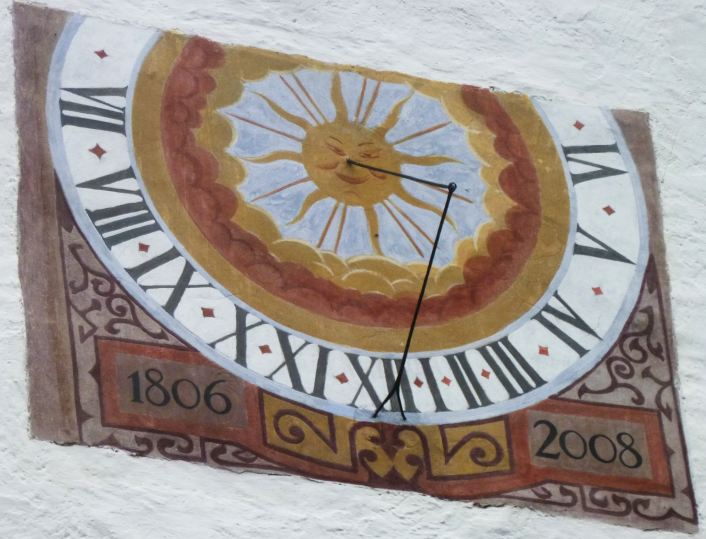
Sonnenuhr im Innenhof